# Louis Vuitton (Unternehmer)

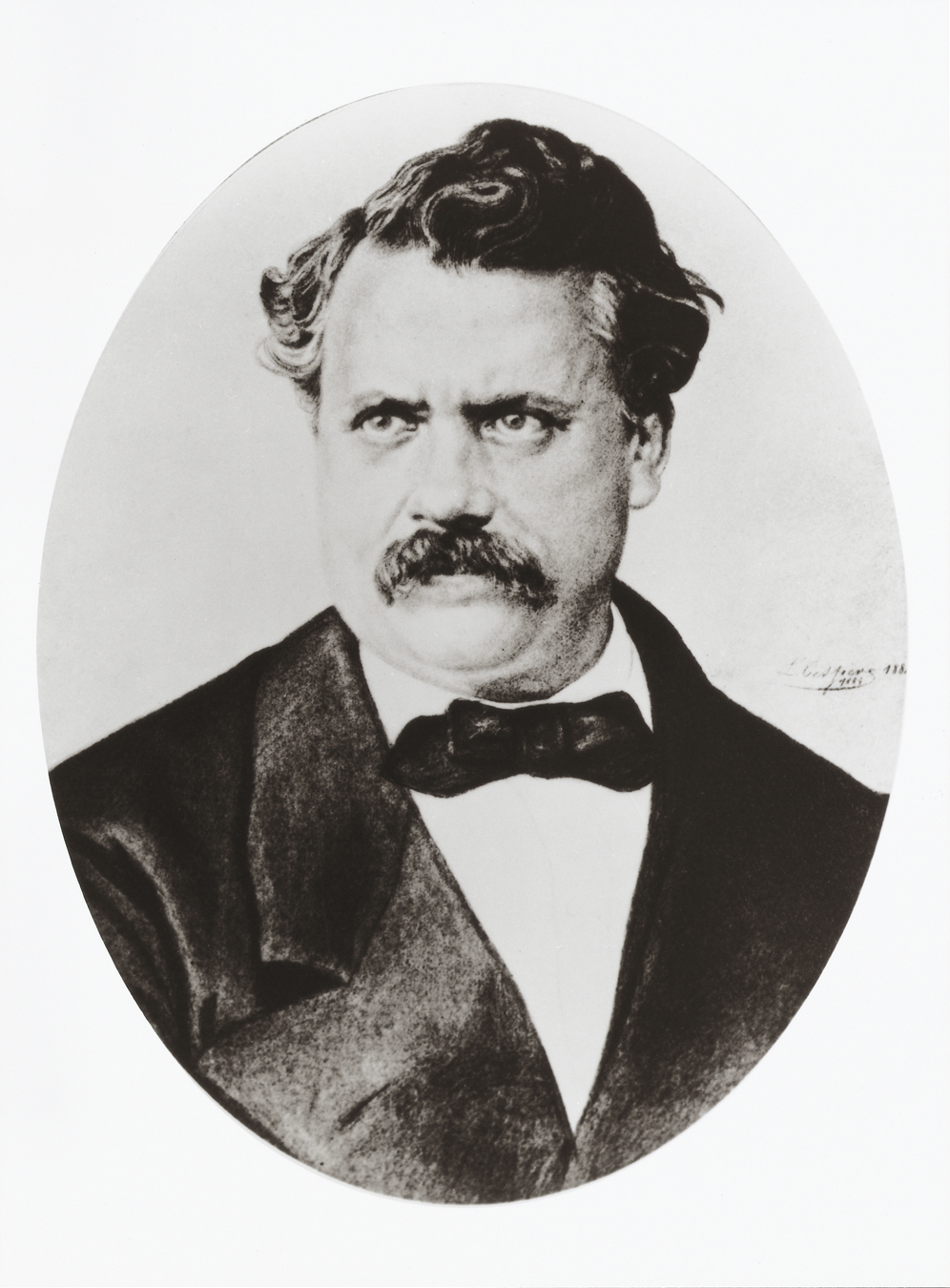
Louis Vuitton, ca. 1870er Jahre

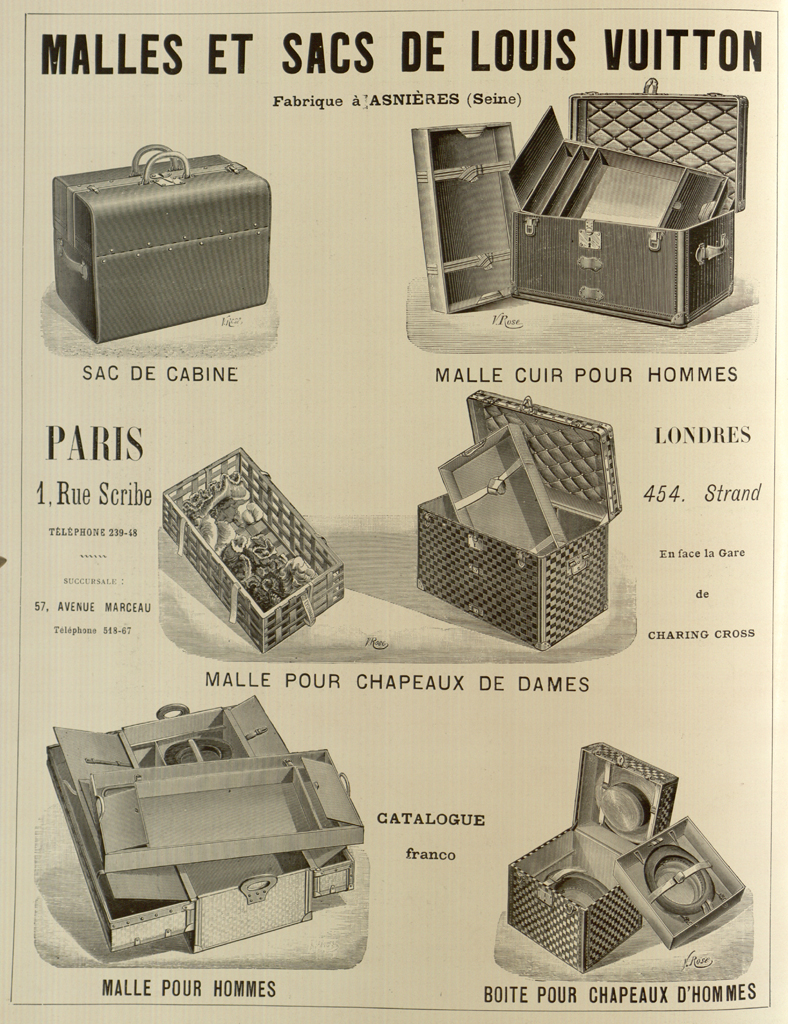
Werbeanzeige für Koffer, 1898

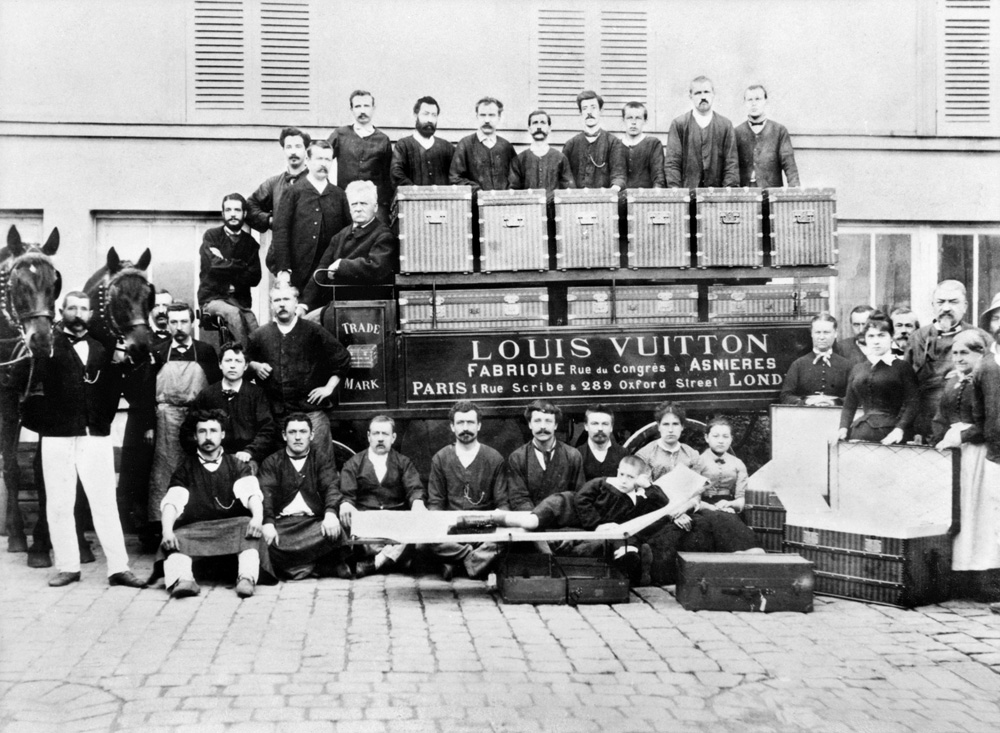
Familie Vuitton mit Belegschaft in Asnières, 1888

Louis Vuitton ([lwi vɥitɔ̃]; * 4. August 1821 in Anchay, Region Franche-Comté; † 27. Februar 1892 in Asnières) war ein französischer Handwerker und Unternehmer, der 1854 in Paris die Louis Vuitton Malletier S.A. gründete.
Der gelernte Koffermacher Vuitton erkannte in Zeiten des Umstiegs vom Reisen in der Kutsche zum Reisen mit der Eisenbahn oder auf Dampfschiffen Mitte des 19. Jahrhunderts die veränderten Bedürfnisse der wohlhabenden Gesellschaft in Bezug auf Reisegepäck. Er erlangte Weltruf mit hochwertigen Koffern und exklusivem Gepäck, das schon wenige Jahre nach der Unternehmensgründung international als Statussymbol galt. Das von Vuitton gegründete Unternehmen ist heute ein weltweit agierender Luxuswaren-Konzern mit einem internationalen Netzwerk von eigenen Ladengeschäften und gehört seit 1987 zur LVMH Moët Hennessy • Louis Vuitton S.A.

## Leben
Louis Vuitton wurde am 4. August 1821 in Lons-le-Saunier, Region Franche-Comté, geboren. Mit 14 Jahren machte er sich gegen den Willen seines Vaters 1835 auf nach Paris. Von seiner Heimatstadt bis Paris waren es 441 Kilometer, die er zu Fuß bewältigte. Um sich diese Reise zu finanzieren, führte er in den Städten seiner Reise verschiedene kleine Arbeiten aus. Im Jahr 1837 begann er eine Täschner-Lehre bei dem Gepäck-Hersteller Monsieur Maréchal in Paris. Aufgrund seines Talents wurde er exklusiver Kofferpacker (frz. layetier) der Kaiserin Eugénie de Montijo am Hofe Napoléon III.
Mitte des 19. Jahrhunderts war das Hauptverkehrsmittel des Adels und der wohlhabenden Bürgerschaft noch die Kutsche. Damit von den Reisekoffern, die auf dem Dach der Kutschen transportiert wurden, bei Regen das Wasser ablaufen konnte, waren deren Deckel damals noch gewölbt. Mit dem Aufkommen des Eisenbahn-Verkehrs änderte sich dieser Umstand. Koffer mussten nun gestapelt werden können und daher flach sein. Mit dieser Erkenntnis eröffnete Vuitton 1854 – nach 17 Jahren als Angestellter bei Monsieur Maréchal – mit 33 Jahren in Paris sein eigenes Geschäft, Louis Vuitton Malletier, in der Rue Neuve-des-Capucines 4, der heutigen Rue des Capucines, unweit der Place Vendôme. Dort verkaufte er unter anderem hochpreisige, flache Koffer, die für damalige Verhältnisse sehr leicht und luftdicht waren. Das französische Wort malletier, das Vuitton in den Firmennamen aufnahm, bedeutet so viel wie Kofferhersteller.
Louis Vuitton baute 1859 eine Fabrik im Pariser Vorort Asnières und ließ dort von 20 Mitarbeitern moderne Koffer aus beschichtetem, wasserabstoßendem und strapazierfähigem Material fertigen. Die Rahmengerüste der Reisekoffer und Schrankkoffer bestanden aus einer Holz- und Metallkonstruktion. Vuitton verwendete als Oberflächen-Material für sein Gepäck mit Roggenmehl imprägnierten Leinen-Stoff. Dieses Material, zu Anfang unter der Bezeichnung Trianon noch in grauem Farbton, erwies sich als staub- und wasserfest. Zu der Trianon-Bespannung gesellte sich später ein Leinen-Oberstoff im längs gestreiften Rayée-Muster.
1867 nahm Vuitton an der Exposition Universelle de Paris, der Weltausstellung in Paris, teil. In dieser Zeit zog er mit seiner Familie von Paris in eine Villa in Asnières. Diese wurde Mitte der 1990er Jahre in ein Museum umfunktioniert.
Im Jahre 1885 eröffnete Vuitton seinen ersten Laden außerhalb Frankreichs. Die immer größere Beliebtheit des Kofferherstellers führte ihn in die Oxford Street nach London. 1886 entwickelte Vuitton mit seinem Sohn Georges Vuitton (1857–1936) ein patentiertes, für die damalige Zeit innovatives Kofferschloss, dessen Konstruktion bis heute verwendet wird. 1888 führte Vuitton das schachbrettartige Damier-Muster auf seinem wasserfesten Leinenstoff ein, das sich auch heute noch in den Kollektionen wiederfindet. 1892 starb Louis Vuitton in Asnières. Das heute weltweit bekannte, auf vielen Produkten des Unternehmens aufgedruckte LV-Monogramm wurde erst 1896 von Vuittons Sohn Georges erfunden.